# Освіта (видавництво)
«Освіта» — державне видавництво навчальної літератури. Було підпорядковане Міністерству освіти і науки України.
З 1931 по 1991 рік називалося «Радянська школа».
В 2018 році видавництво реорганізовано шляхом приєднання до державної наукової установи «Інститут освітньої аналітики».
Спеціалізувалося на виданні шкільних підручників з усіх предметів, а також хрестоматій, довідників, словників, методично-педагогічної та художньої літератури, наочних посібників для учнів, учителів, вожатих, вихователів, батьків тощо; серії книжок для школярів з різних галузей знань, а також підручники для спецшкіл, шкіл з викладанням ряду предметів іноземними мовами.

## Історія

### СРСР
Засноване 1920 (за УРЕ — 1919) року в Харкові як підвідділ навчальної літератури при Всеукраїнському видавництві. Згодом реорганізовано у сектор підручників.
З 1923 — видавництво «Шлях освіти» Наркомосу УРСР; з 1930 — спеціалізоване видавництво навчальної літератури «Радянська школа».
Діяли окремі редакції видавництва у Харкові, Львові, Ужгороді та Чернівцях.
Книжки друкували українською, російською, угорською, польською, молдавською, англійською, німецькою, французькою мовами й експортували до 70-ти країн світу.
Через перехід на повне державне забезпечення учнів загальноосвітніх шкіл підручниками у 1978 році видавництво розпочало їх випуск для комплектування шкільних бібліотечних фондів.
До складу видавництва входили редакції журналів «Радянська школа», «Українська мова і література в школі», «Русский язик и литература в школах УССР», «Початкова школа», «Дошкільне виховання», газета «Радянська освіта».
За обсягом своєї книжкової продукції «Радянська школа» було найбільшим видавництвом УРСР. За час з 1930 по 1959 рік «Радянська школа» видала 4916 назв книг загальним накладом 589,3 млн примірників; в 1961 році — 899 книг і брошур накладом 54,2 млн примірників, 1964 рік — 804 видань накладом 45,4 млн примірників, у 1966 році — 611 видань накладом 42,2 млн, у 1968 році — 582 видань накладом 47 млн і 1970 року — 526 видань накладом 45,2 млн примірників.

### Україна
В 1991 році видавництво «Радянська школа» перейменоване на Державне спеціалізоване видавництво «Освіта». 
З 1995 року видавництво представляє Україну в Пан'європейському клубі видавців навчальної літератури PEP-CLUB.
Розташовувалось у Києві. Пріоритететним напрямом діяльності стало вдосконалення, перевидання існуючих і створення нових підручників, які за змістом, методичним рівнем, якістю художнього оформлення відповідали б вимогам розбудови національної освіти.
Авторами були науковці та викладачі вузів, письменники, методисти, вчителі тощо. Деякі з видань відзначені дипломами на українських та зарубіжних виставках, оглядах, конкурсах. 
Видавництво також забезпечувало підручниками школи для дітей з вадами слуху, зору та допоміжні школи. 
До складу входили редакції журналів «Рідна школа», «Дивослово», «Початкова школа», «Дошкільне виховання», «Відродження». 
За підрахунками видавництва за всю історію було видано понад 2,5 млрд книжок. 
Серед головних редакторів — О. Сорока, М. Миронов, Є. Тополь, Ф. Кислий, С. Атаманенко. З 2017 видавництво очолювала М. Молдаванова.
В 2018 році видавництво реорганізовано шляхом приєднання до державної наукової установи «Інститут освітньої аналітики».

## Відзнаки
- 1970 — Видавництво нагороджено Почесною грамотою Президії Верховної Ради Української РСР за великий внесок у розвиток освіти і культури та у зв'язку з 50-річчям від дня заснування.[3]
- 1982 — Видавництво занесено на Республіканську дошку пошани ВДНГ УРСР.
- 1983 — Видавництво занесено до Книги трудової слави м. Києва.
- 2000 — З нагоди ювілею та за багатолітню плідну працю видавництво нагороджене Почесною Грамотою Кабінету Міністрів України. Велика група працівників видавництва була удостоєна відзнак Кабінету Міністрів України, Міністерства освіти і науки України, мера м. Києва.[5]